# Golfo del Tonchino
Il golfo del Tonchino (Vietnamita: Vịnh Bắc Bộ Cinese: 北部湾) (480 km x 240 km) giace tra il Vietnam e la Cina, nel Mar Cinese Meridionale.

## Geografia
Il Fiume Rosso sfocia nel golfo del Tonchino, di cui Haiphong (Vietnam) e Beihai (Cina) sono i porti principali. Particolarmente poco profondo (meno di 60 metri di profondità), costituisce il braccio nord-occidentale del Mar Cinese Meridionale. La cinese isola di Hainan si trova nel golfo. Altre piccole isole nel golfo comprendono:
- Weizhou (Cina);
- Isole della Baia di Ha Long.

## Storia
Il golfo è passato alla storia a causa degli eventi dell'agosto 1964 che portarono al coinvolgimento aperto degli Stati Uniti nella guerra del Vietnam, con la risoluzione del Golfo del Tonchino.

## Denominazione
Poiché in diverse lingue asiatiche, "Tonkin" significa sia Tonchino che Tokyo, i vietnamiti lo chiamano Vịnh Bắc Bộ ("golfo di Bac Bo"; "golfo/baia del Nord"). Anche i moderni geografi cinesi usano questa convenzione, chiamandolo golfo di Beibu (北部灣).